# Floris III van Haamstede
Floris III van Haamstede (ca.1370 - 2 februari 1431) was de zevende en laatste burggraaf van Zeeland, Dreischor en dijkgraaf van de Noord- en Oostzijde van Schouwen en heer van Haamstede, De Lier, Zouteveen en Montigny.
Hij was een zoon van Jan II van Haamstede en Agnes van Renesse, maar dit kan ook Maria van Kruiningen zijn. Hij volgde op 21 juni 1391 zijn vader op als heer van Haamstede en werd beëdigd door Albrecht van Beieren. Hij werd in 1400 door graaf Albrecht benoemd tot burggraaf van Zeeland, wat inhield dat Floris de hoogste machthebber was in Zeeland. 
Van Haamstede nam op 22 oktober 1405 deel aan het beleg van Hagestein en werd in hetzelfde jaar tot baljuw van Zierikzee benoemd. 
Hij koos onvoorwaardelijk de Hoekse kant in de Hoekse en Kabeljauwse twisten en koos voor Jacoba van Beieren als gravin van Holland en Zeeland, Hij kwam hierbij in dispuut met Jan VI van Beieren in 1421. 
Van Haamstede was aanvoerder van het Engelse hulpleger en de Zeeuwse Hoeken in de slag bij Brouwershaven op 13 januari 1426 die hij verloor en waar hij gevangengenomen werd. Hem werd na langdurige gevangenschap in Brielle, na een betaling van 3600 Franse kronen door Filips de Goede genade verleend en hersteld in al zijn lenen en het dijkgraafschap van Schouwen rond december 1427.
Floris was een achterkleinzoon van Witte van Haamstede, de legendarische bastaardzoon van graaf Floris V van Holland.